# Castello del Terriccio
Castello del Terriccio — итальянская винодельня в Тоскане недалеко от Тирренского моря. Владелец доктор Гиан Аннибале Росси ди Медельяна отметил успех Sassicaia и намерен сделать свою собственную версию этого вина. Его лучшее вино — это одноимённый Castello del Terriccio. Виноградник представил Lupicaia в 1993 году; это смесь красного вина на основе Каберне Совиньон с Merlot и Petit Verdo. Компоненты сорта вина Lupicaia ферментируются отдельно в резервуарах из нержавеющей стали, и выдерживаются в бочках в течение 18-24 месяцев перед смешиванием и розливом.